# Ourapteryx sciticaudaria
Ourapteryx sciticaudaria là một loài bướm đêm trong họ Geometridae.

## Hình ảnh

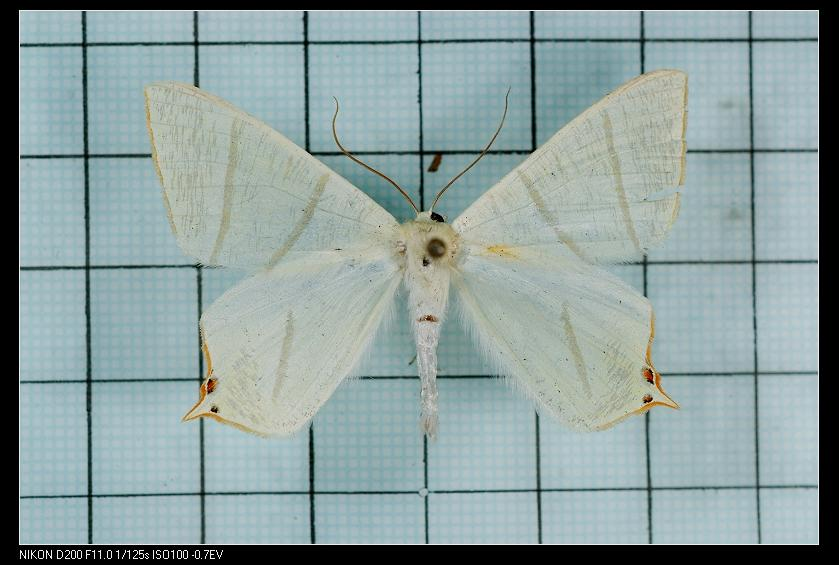
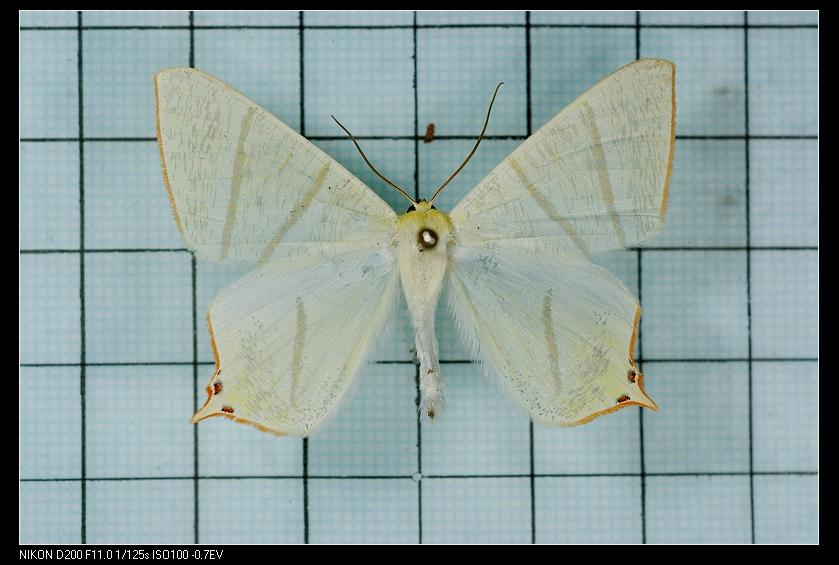
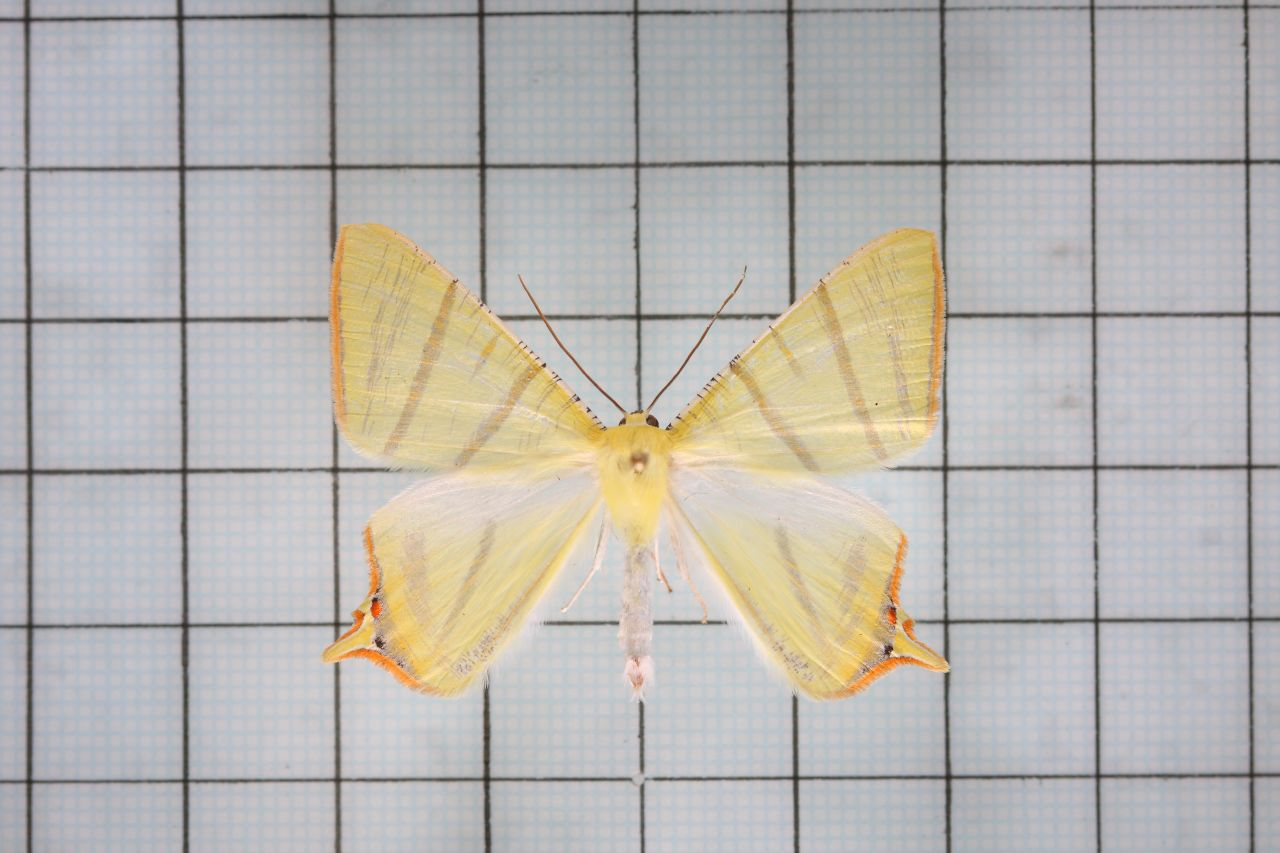
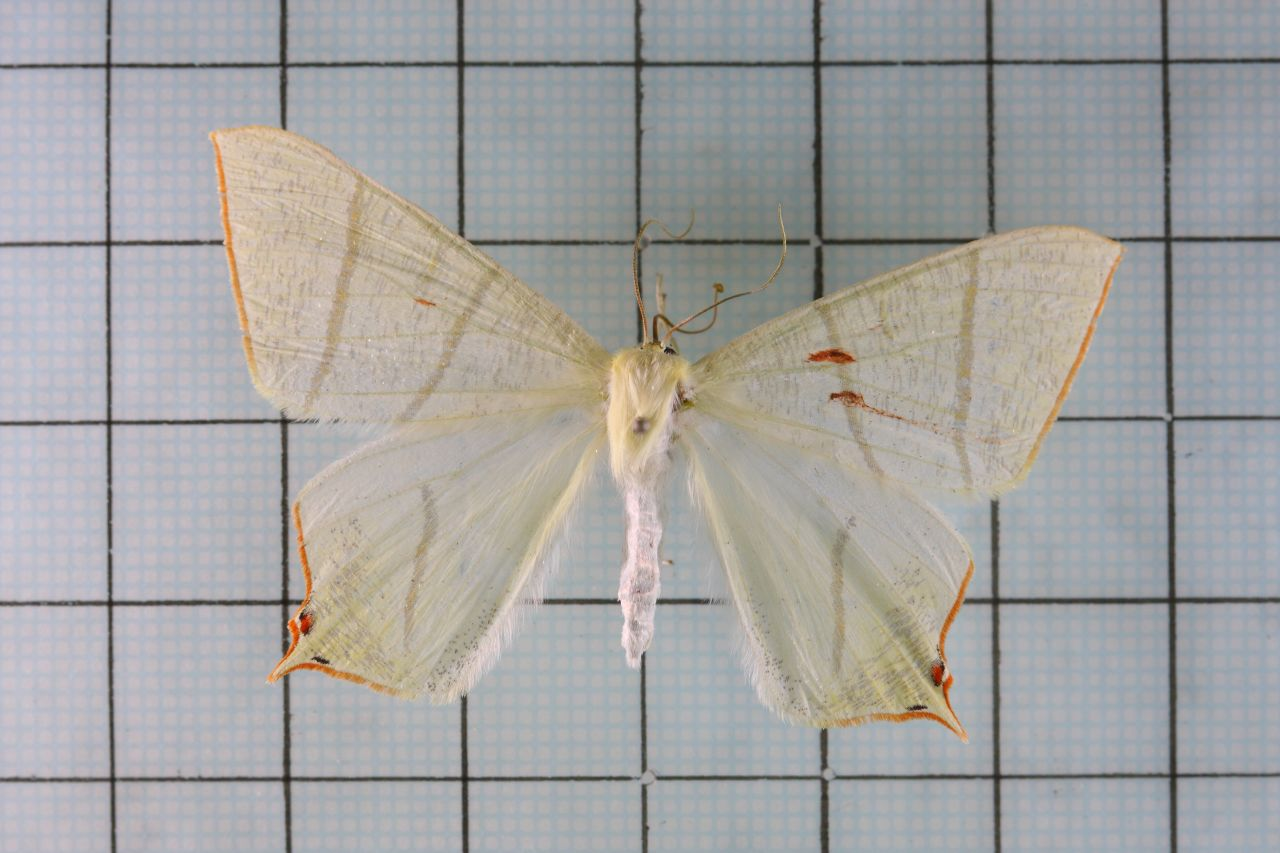